# Chamerau
Chamerau är en kommun och ort i Landkreis Cham i Regierungsbezirk Oberpfalz i förbundslandet Bayern i Tyskland.